# Процинь
Процинь (пол. Procyń, нім. Rehfelde) — село в Польщі, у гміні Моґільно Моґіленського повіту Куявсько-Поморського воєводства.
Населення — 366 осіб (2011).
У 1975-1998 роках село належало до Бидгощського воєводства.

## Демографія
Демографічна структура станом на 31 березня 2011 року:
|          | Загалом | Допрацездатний вік | Працездатний вік | Постпрацездатний вік |
| -------- | ------- | ------------------ | ---------------- | -------------------- |
| Чоловіки | 177     | 35                 | 121              | 21                   |
| Жінки    | 189     | 43                 | 103              | 43                   |
| Разом    | 366     | 78                 | 224              | 64                   |